# هنري رولينز
هنري رولينز (بالإنجليزية: Henry Rollins) (و. 1961 – م) هو ممثل، وكاتب، وموسيقي، ومدون، ومغن مؤلف، وناشط حقوق الإنسان، ومغن، وممثل تلفزيوني، وشاعر من الولايات المتحدة الأمريكية ولد في واشنطن العاصمة.

## روابط خارجية
- هنري رولينز على موقع IMDb (الإنجليزية)
- هنري رولينز على موقع الموسوعة البريطانية (الإنجليزية)
- هنري رولينز على موقع روتن توميتوز (الإنجليزية)
- هنري رولينز على موقع ألو سيني (الفرنسية)
- هنري رولينز على موقع ميوزك برينز (الإنجليزية)
- هنري رولينز على موقع رولينغ ستون (الإنجليزية)
- هنري رولينز على موقع أول موفي (الإنجليزية)
- هنري رولينز على موقع قاعدة بيانات الأفلام السويدية (السويدية)
- هنري رولينز على موقع إن إن دي بي (الإنجليزية)
- هنري رولينز على موقع أول ميوزيك (الإنجليزية)